# Barbacenia celiae
Barbacenia celiae Maguire – gatunek półkrzewu z rodziny Velloziaceae. Występuje w okresowo suchych lasach w południowej Wenezueli i w północnej Brazylii, jest jedynym przedstawicielem rodzaju rosnącym w ekoregionie  Pantepui, obejmującym stoliwa Wyżyny Gujańskiej, w tym Roraima, podczas gdy pozostałe występują w południowo-wschodniej i wschodniej Brazylii. 
Kwiat jest fioletowy. Hypancjum oraz szypułka kwiatowa pokryte są żywicznymi gruczołami typowymi dla rodziny Velloziaceae.